# Woudenberg

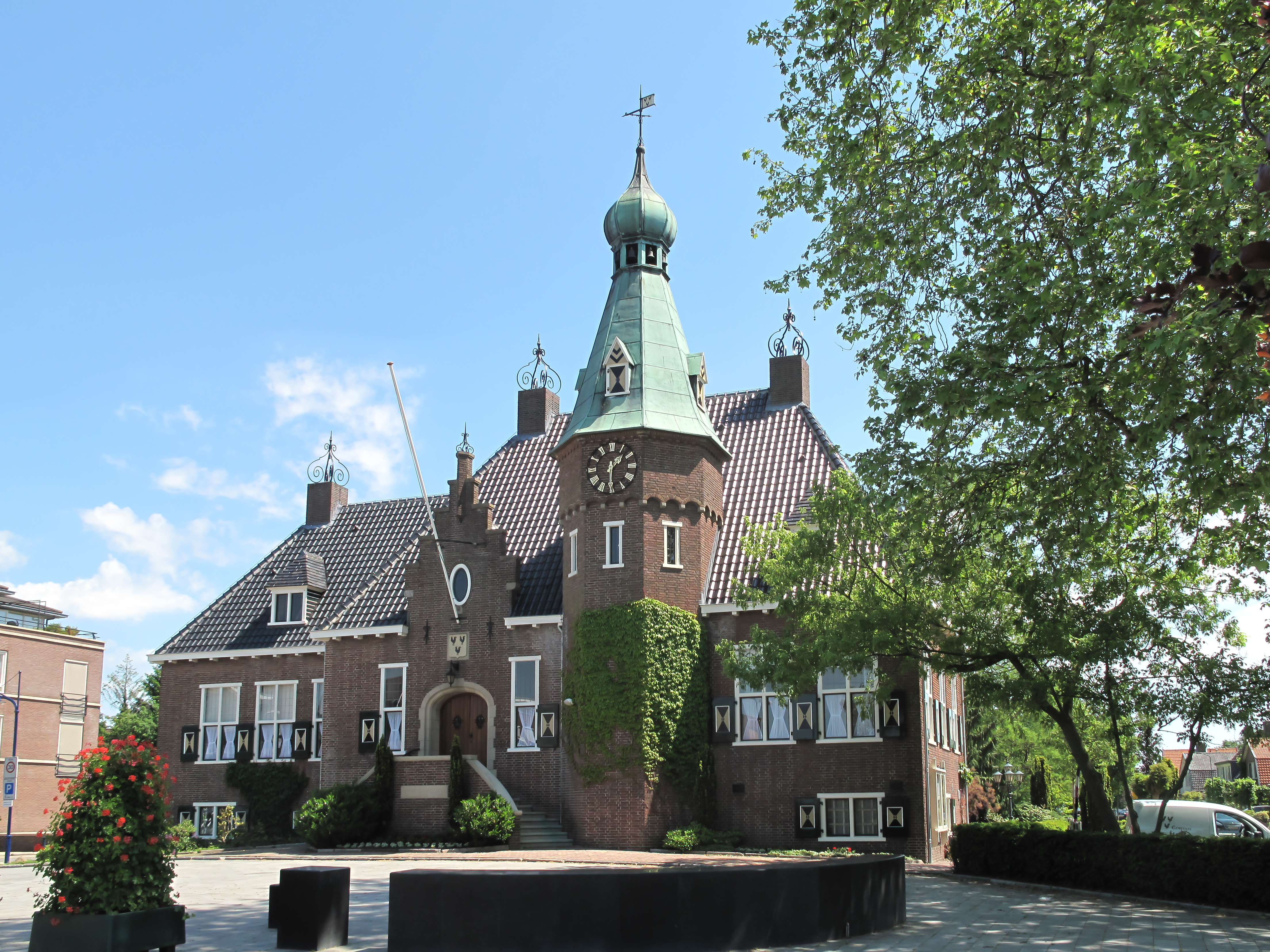
Das Rathaus

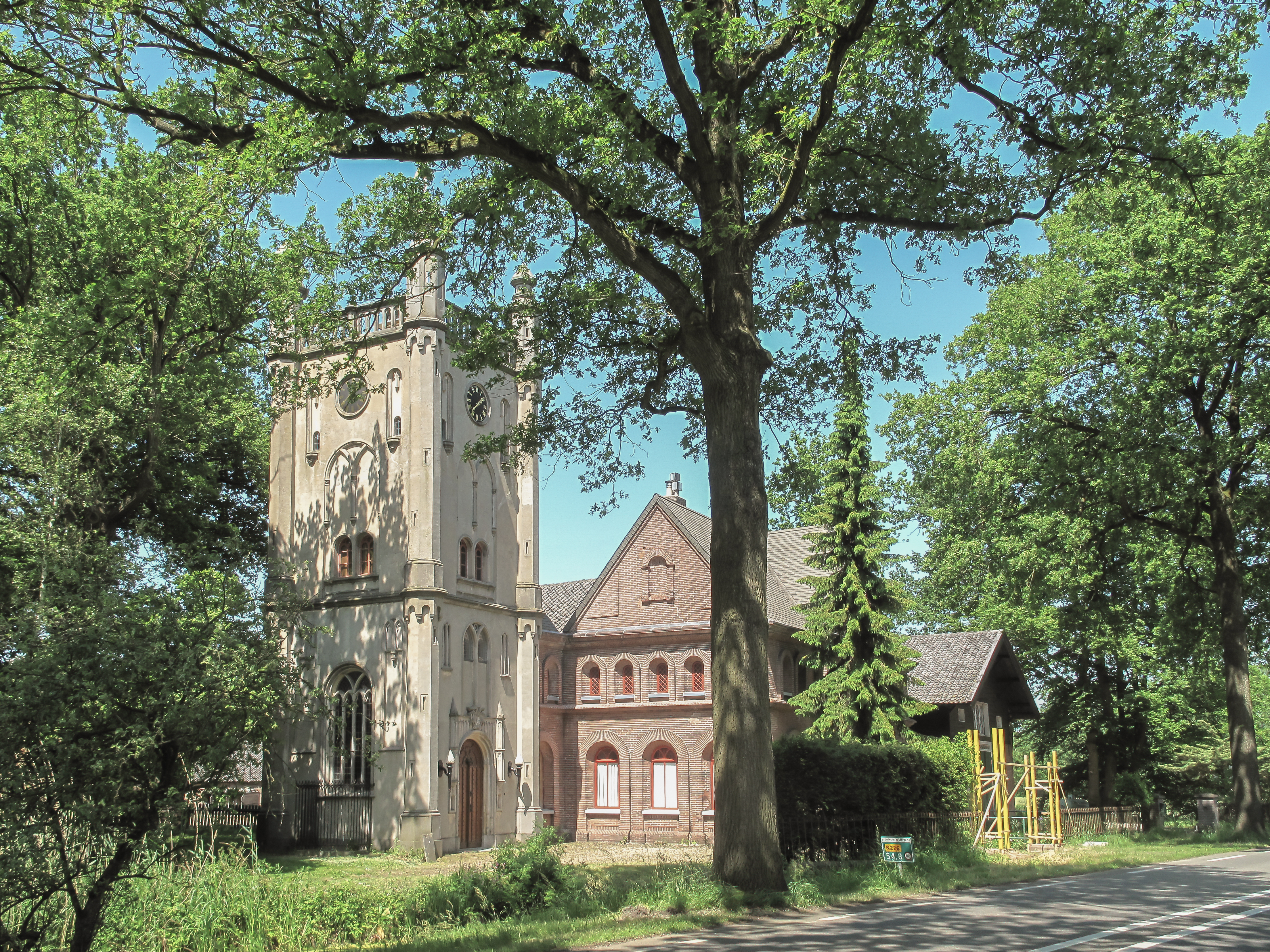
Bauernhof Klein Geerstein

Woudenberg (anhörenⓘ) ist ein Dorf und eine Gemeinde in der niederländischen Provinz Utrecht. Innerhalb der Gemeindegrenzen liegen keine anderen Dörfer, aber ein Teil der Bauerschaft Moorst.

## Lage und Wirtschaft
Woudenberg liegt im Osten der Provinz, nördlich von Maarsbergen (Gemeinde Utrechtse Heuvelrug), südlich von Leusden und Amersfoort, östlich von Zeist und westlich von Scherpenzeel (Provinz Gelderland). Die Landstraße N224 Zeist – Scherpenzeel – Barneveld führt zum Teil südlich um Woudenberg herum und durchquert im Osten ein zum Ort gehörendes Gewerbegebiet. Diese Straße ist als Alternative der Strecke Barneveld – Utrecht stark befahren, da die Autobahnen bei Amersfoort oft ein sehr hohes Verkehrsaufkommen vorweisen.
Das Dorf hatte von 1886 bis 1944 einen Bahnhof an der nicht mehr existierenden Linie Amersfoort – Rhenen – Kesteren. Es gab im Jahr 2007 Pläne, diese Eisenbahnlinie zu reaktivieren und den Bahnhof Woudenberg wieder zu eröffnen, aber diese Pläne wurden bis jetzt noch nicht realisiert.
Woudenberg hat ziemlich viel Kleingewerbe und Landwirtschaft sowie mehrere Transportunternehmen. Die Gemeinde ist auch touristisch gut erschlossen. Viele Einwohner pendeln zu ihren Arbeitsplätzen in die umliegenden Städte.

## Geschichte
Woudenberg, und zwar die in der Gemeinde gelegene  Stelle Hengistscoto (Henschoten) wurde 777 erstmals urkundlich erwähnt, als Karl der Große das Gebiet der Martinikirche in der Stadt Utrecht schenkte.
Am Kreuzungspunkt der Wege von Austerlitz nach Woudenberg und von Doorn nach Amersfoort wurde im 13. Jahrhundert eine Herberge neben einem Kirchlein gebaut. Die Kreuzung wurde auch als Quatre-Bras bezeichnet. In der Nähe befand sich ein bewaldeter Hügel. Deshalb wurde das neu entstehende Dorf, das nur 4 km von Quatre-Bras entfernt lag, als Woudenberg (woud en berg = Wald und Berg) bezeichnet.
Um 1350 stand hier ein Schloss in Höhe der heutigen Straße 't Schilt. Dies war auch der Name des Schlosses.
Um 1410 entstand ein Schloss in der Nähe der Kirche zwischen dem heutigen Burgwal (Burgwall) und der Middenstraat. Von diesem Schloss (De Burgwal) sind keinerlei Reste übrig geblieben.
Das Dorf wuchs langsam, sodass die Einwohnerzahl erst ca. 1900 die 500-Einwohner-Grenze erreichte. Die meisten Einwohner waren Bauern. Die Straßenbezeichnung Tabaksland erinnert daran, dass im Gemeindegebiet auch Tabak angebaut wurde.
Das Dorf behielt noch bis in die 1960er Jahre seinen ländlichen Charakter. Erst dann begann es, vor allem nachdem die Behörden den Ort als groeikern (Wachstumskern) einstuften,  bis zu seiner heutigen Größe anzuwachsen.

## Sitzverteilung im Gemeinderat
- Gemeentebelangen, 6 Sitze
- SGP, 3 Sitze
- CDA, 2 Sitze
- CU, 2 Sitze
- PvdA, 1 Sitz
- VVD, 1 Sitz

## Sehenswürdigkeiten

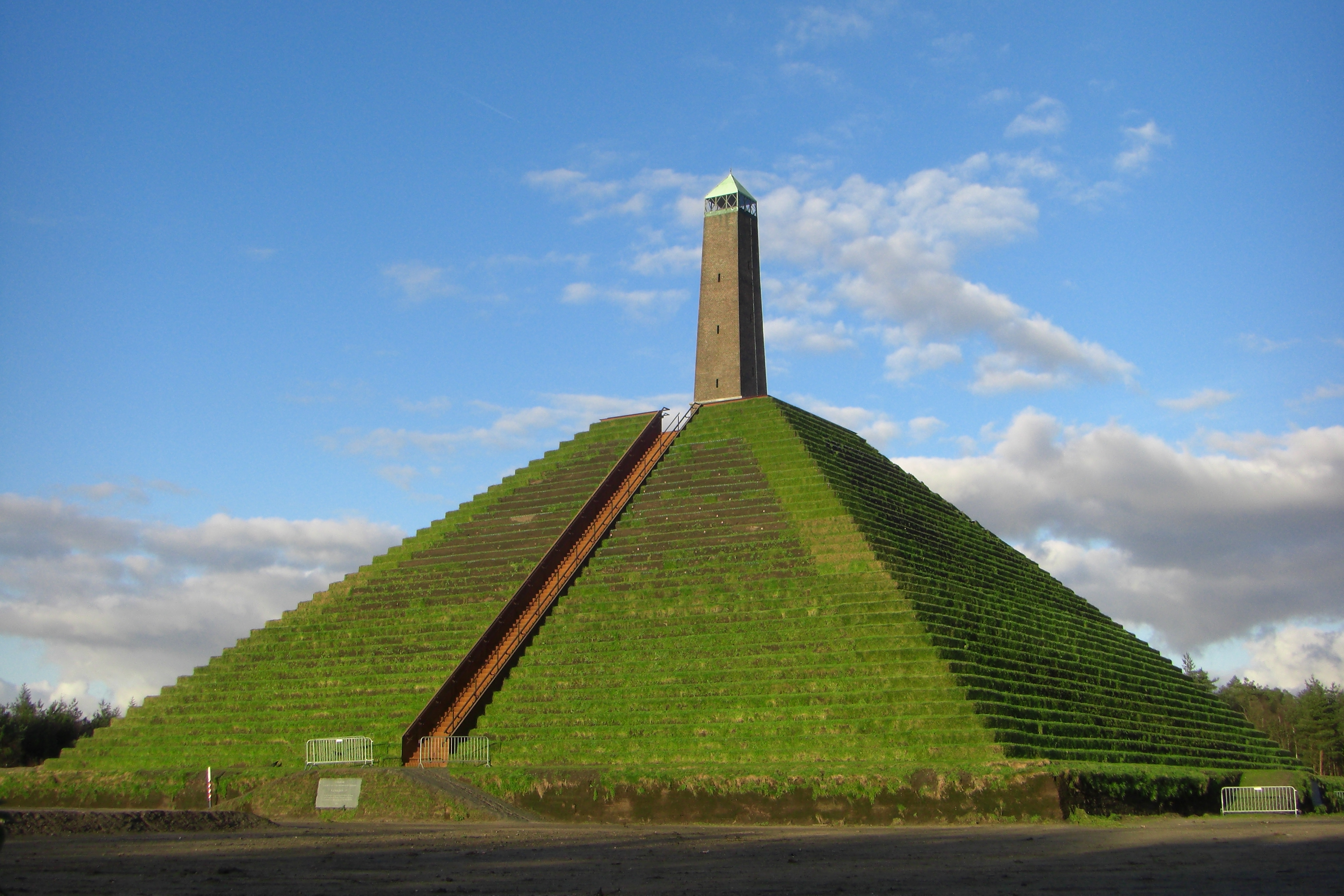
Pyramide van Austerlitz

- Die Pyramide von Austerlitz  (Richtung Maarsbergen) befindet sich im Gemeindegebiet von Woudenberg.
- Südlich des Dorfes erstrecken sich die Wälder des Utrechtse Heuvelrug mit vielen Wandermöglichkeiten und dem Naherholungsgebiet und Badestrand Henschotermeer.
- Im Ortskern steht eine alte, bemerkenswerte  (protestantische)  Dorfkirche mit einer Orgel (nahezu nur für die sonntäglichen Gottesdienste zugänglich)